# Де Схеппер, Кенни
Кенни де Схеппер (нидерл. Kenny de Schepper; род. 29 мая 1987, Бордо, Франция) — французский теннисист фламандского происхождения.

## Общая информация
Кенни — один из двух сыновей Лидии и Эрика де Схепперов; его брата зовут Джоффри (также играет в теннис). Отец семейства в своё время играл в сквош за Бельгию и лишь незадолго до рождения старшего сына обосновался во Франции.
Кенни впервые попробовал себя в теннисе в семь лет, а с 13 он начал заниматься в национальном теннисном центре ФФТ в Пуатье. Стилю игры де Схеппера больше подходят быстрые покрытия, его лучший удар — подача.

## Спортивная карьера
Профессиональную карьеру Кенни начал в 2010 году. В январе 2011 года Кенни выиграл первый турнир серии «фьючерс». В июне того же года француз, пройдя квалификационный отбор, сыграл на дебютном для себя турнире серии Большого шлема — Уимблдоне. В июле Де Схеппер выиграл первый в карьере «челленджер» на харде в Пособланко. В 2012 году на дебютировал на Открытом чемпионате Австралии, где в первом раунде уступил американцу Сэму Куэрри. На Уимблдонский турнир Кенни как и год назад смог попасть в основу через три раунда квалификации. На этот раз он впервые вышел во второй раунд, где не смог навязать борьбу № 5 в мировом рейтинге Давиду Ферреру. В октябре француз побеждает на «челленджерах» в Монсе и Ренне.
Весной 2013 года Де Схеппер впервые попадает в Топ-100 мирового рейтинга. В июне он успешно для себя выступает на Уимблдонском турнире. Благодаря победам над Паоло Лоренци и Хуаном Монако, а также снятия с турнира его соперника по второму раунду Марина Чилича, Кенни впервые проходит в стадию четвёртого раунда, го уступает в борьбе за четвертьфинал испанцу Фернандо Вердаско 4-6, 4-6, 4-6. В октябре в Стокгольме он впервые попадает в четвертьфинал в рамках соревнований ATP-тура, обыграв к тому же № 20 в мире Кевина Андерсона. На Открытом чемпионате Австралии 2014 года проходит во второй раунд. В феврале того же года выиграл «челленджер» в Шербуре-Октевиле.  В мае на Открытом чемпионате Франции, как и в Австралии, вышел во второй раунд. В июне перед Уимблдонском турнире на турнире в Лондоне во втором раунде обыграл представителя Топ-10 Эрнеста Гулбиса. На самом же Уимблдоне в первом раунде проиграл японцу Кэю Нисикори.

## Рейтинг на конец года
| Год  | Одиночный рейтинг | Парный рейтинг |
| 2014 | 106               | 830            |
| 2013 | 84                |                |
| 2012 | 119               | 681            |
| 2011 | 139               | 167            |
| 2010 | 470               | 626            |
| 2009 | 720               | 1 267          |
| 2008 | 1 342             | 1 456          |
| 2007 | 1 479             |                |

## Выступления на турнирах

### Финалы челленджеров и фьючерсов в одиночном разряде (17)

#### Победы (6)
| Условные обозначения |
| Челленджеры (4)      |
| Фьючерсы (2+1)       |

| Титулы по покрытиям | Титулы по месту проведения матчей турнира |
| ------------------- | ----------------------------------------- |
| Хард (5+1)          | Зал (5+1)                                 |
| Грунт (0)           | Зал (5+1)                                 |
| Трава (0)           | Открытый воздух (1)                       |
| Ковёр (1)           | Открытый воздух (1)                       |

| №  | Дата            | Турнир                   | Покрытие | Соперник в финале   | Счёт              |
| 1. | 15 января 2011  | Глазго, Великобритания   | Хард(i)  | Александр Сидоренко | 7-5 7-5           |
| 2. | 10 июля 2011    | Пособланко, Испания      | Хард     | Иван Наварро        | 2-6 7-5 6-3       |
| 3. | 11 марта 2012   | Лилль, Франция           | Хард(i)  | Ромен Жуан          | 6-2 4-6 6-3       |
| 4. | 7 октября 2012  | Монс, Бельгия            | Хард(i)  | Микаэль Льодра      | 7-6(7) 4-6 7-6(4) |
| 5. | 14 октября 2012 | Ренн, Франция            | Ковёр(i) | Илья Марченко       | 7-6(4) 6-2        |
| 6. | 2 марта 2014    | Шербур-Октевиль, Франция | Хард(i)  | Норберт Гомбош      | 3-6 6-2 6-3       |

#### Поражения (11)
| №   | Дата            | Турнир                  | Покрытие | Соперник в финале   | Счёт              |
| 1.  | 10 октября 2010 | Невер, Франция          | Хард(i)  | Грегуар Бюркье      | 6-3 4-6 3-6       |
| 2.  | 22 января 2011  | Шеффилд, Великобритания | Хард(i)  | Харри Хелиёваара    | 4-6 7-5 4-6       |
| 3.  | 13 февраля 2011 | Кемпер, Франция         | Хард(i)  | Давид Гес           | 2-6 6-4 6-7(5)    |
| 4.  | 20 марта 2011   | Пуатье, Франция         | Хард(i)  | Марк Жикель         | 6-7(4) 6-7(5)     |
| 5.  | 17 апреля 2011  | Анже, Франция           | Грунт(i) | Шарль-Антуан Брезак | 2-6 5-7           |
| 6.  | 3 июля 2011     | Монтобан, Франция       | Грунт    | Хорхе Агилар        | 6-7(4) 4-6        |
| 7.  | 31 июля 2011    | Реканати, Италия        | Хард     | Фабрис Мартен       | 1-6 7-6(6) 6-7(3) |
| 8.  | 18 марта 2012   | Пуатье, Франция         | Хард(i)  | Жослан Уанна        | 6-7(2) 6-7(2)     |
| 9.  | 7 апреля 2013   | Сен-Бриё, Франция       | Хард(i)  | Йессе Хута Галунг   | 6-7(4) 6-4 6-7(3) |
| 10. | 13 октября 2013 | Ренн, Франция           | Ковёр(i) | Николя Маю          | 3-6 6-7(3)        |
| 11. | 6 апреля 2014   | Ле-Госье, Франция       | Хард     | Стив Джонсон        | 1-6 7-6(5) 6-7(2) |

### Финалы челленджеров и фьючерсов в парном разряде (5)

#### Победы (1)
| №  | Дата          | Турнир         | Покрытие | Партнёр        | Соперники в финале         | Счёт           |
| 1. | 13 марта 2011 | Лилль, Франция | Хард(i)  | Александр Пено | Марк Жикель Николя Ренаван | 6-3 2-6 [10-8] |

#### Поражения (4)
| №  | Дата            | Турнир             | Покрытие | Партнёр            | Соперники в финале               | Счёт           |
| 1. | 17 октября 2010 | Сен-Дизье, Франция | Ковёр(i) | Альбано Оливетти   | Жюльен Маес Фабрис Мартен        | 6-2 4-6 [4-10] |
| 2. | 20 марта 2011   | Пуатье, Франция    | Хард(i)  | Жюльен Обри        | Ромен Жуан Фабрис Мартен         | 6-7(5) 4-6     |
| 3. | 9 октября 2011  | Монс, Бельгия      | Хард(i)  | Эдуар Роже-Васслен | Йохан Брунстрём Кен Скупски      | 6-7(4) 3-6     |
| 4. | 16 октября 2011 | Ренн, Франция      | Ковёр(i) | Эдуар Роже-Васслен | Мартин Эммрих Андреас Сильестрём | 4-6 4-6        |